# 1657 w sztukach plastycznych

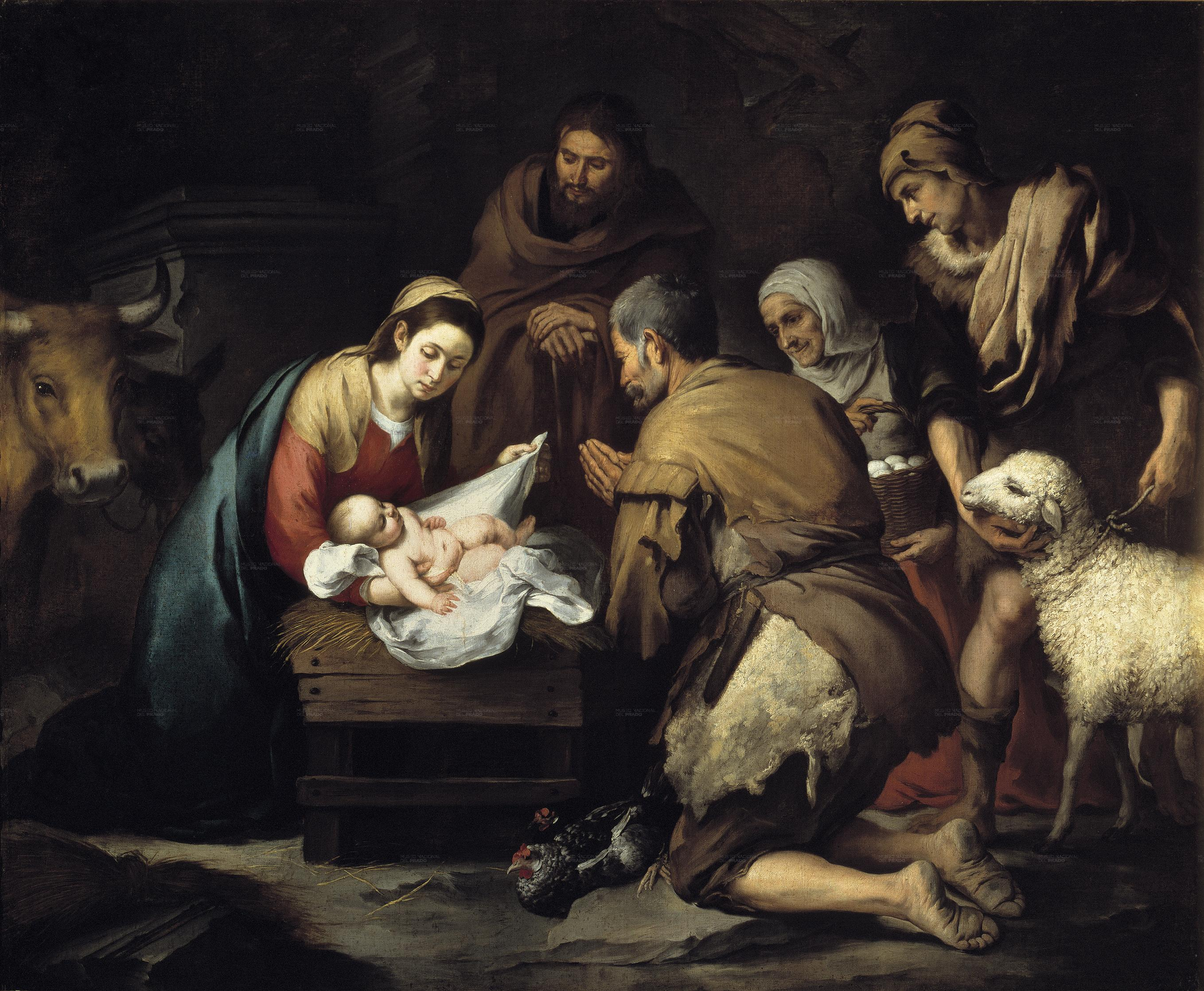
Murillo Pokłon pasterzy

Wydarzenia w sztukach plastycznych i wizualnych w 1657 roku.

## Malarstwo
- Bartolomé Esteban Murillo

Pokłon pasterzy (ok. 1657) – olej na płótnie, 187×228 cm
- Rembrandt Harmenszoon van Rĳn

Paweł Apostoł (ok. 1657) – olej na płótnie, 131,5x104,4 cm
Święty Bartłomiej (1657) – olej na płótnie, 122,7x99,7 cm